# Selenophorus fatuus
Selenophorus fatuus är en skalbaggsart som beskrevs av Leconte. Selenophorus fatuus ingår i släktet Selenophorus och familjen jordlöpare. Inga underarter finns listade i Catalogue of Life.